# Aristeides
Aristeides (altgriechisch Ἀριστείδης) ist ein griechischer Name der Antike. Die latinisierte Form des Namens lautet Aristides und ist heute noch als portugiesischer männlicher Vorname gebräuchlich.

## Namensträger
Politiker:
- Aristeides von Athen, attischer Feldherr und Staatsmann (5. Jahrhundert v. Chr.)
- Aristeides von Lamptrai, attischer Staatsmann zur Zeit der Diadochen (4./3. Jahrhundert v. Chr.)

Gelehrte:
- Aristeides (Pythagoreer), pythagoreischer Philosoph in Athen (um 400 v. Chr.)
- Aristeides (Megariker), dialektischer/megarischer Philosoph (4./3. Jahrhundert v. Chr.)
- Aristeides von Milet, Schriftsteller, Verfasser erotischer Novellen (um 100 v. Chr.)
- Aelius Aristides, Redner (2. Jahrhundert n. Chr.)
- Aristides von Athen, christlicher Philosoph und Apologet (2. Jahrhundert n. Chr.)
- Aristeides Quintilianus, Musikschriftsteller (vielleicht 3. Jahrhundert n. Chr.)

Künstler:
- Aristeides (Rhapsode), Rhapsode (2./3. Jahrhundert v. Chr.)
- Aristeides von Theben I, Maler und Bildhauer (1. Hälfte 4. Jahrhundert v. Chr.)
- Aristeides von Theben II, Maler (zweite Hälfte 4. Jahrhundert v. Chr.)